# راغنار سيغوردسون
راغنار سيغوردسون (بالآيسلندية: Ragnar Sigurðsson) (مواليد 19 يونيو 1986) هو لاعب كرة قدم آيسلندي ، يجيد اللعب في مركز قلب الدفاع ، ويلعب حاليًا لنادي كراسنودار الروسي.

## بطولات وإنجازات اللاعب

### غوتيبورغ
- الدوري السويدي الممتاز: 2007
- كأس السويد: 2008
- كأس السوبر السويدي: 2008

### كوبنهاغن
- دوري السوبر الدانماركي: 2012–2013
- كأس الدانمارك: 2011–2012

## روابط خارجية
- راغنار سيغوردسون على موقع الاتحاد الدولي (مؤرشف)  (الإنجليزية)
- راغنار سيغوردسون على موقع الاتحاد الأوربي (الإنجليزية)
- راغنار سيغوردسون على موقع اتحاد السويد (السويدية)
- راغنار سيغوردسون على موقع قاعدة بيانات كرة القدم.إي يو (الإنجليزية)
- راغنار سيغوردسون على موقع ناشيونال فوتبول تيمز (الإنجليزية)
- راغنار سيغوردسون على موقع Soccerway.com (الإنجليزية)
- راغنار سيغوردسون على موقع عالم كرة القدم.نت (الإنجليزية)
- راغنار سيغوردسون على موقع AS.com (الإسبانية)

- Ragnar Sigurðsson